# 概周期函数
在数学中，概周期函数（或殆周期函数）是一类有近似于周期性质的函数，是连续週期函數的推廣。不同的周期函数由于周期不尽相同，其和、差或乘积不一定再是周期函数。概周期函数尽管未必有严格的周期性，但可拥有一些比周期函数更好的性质。这一概念首先于1925年被丹麦数学家哈那德·玻尔引進，后来赫曼·外尔、贝西科维奇等人也有研究和推广。贝西科维奇因概周期函数方面的贡献获得了1931年剑桥大学的亚当斯奖。

## 定义
概週期函數有若干個等價定義。根据哈那德·玻尔引进的分析學上的定义，一个定义域在实数域上的连续函数{\displaystyle f} 如果满足：对任意正实数{\displaystyle \epsilon }，都存在实数{\displaystyle l(\epsilon )>0}，使得任意长度为{\displaystyle l(\epsilon )} 的区间里至少存在一个数{\displaystyle t}，使得对于任意的{\displaystyle x\in \mathbb {R} }，都有：
在高维欧几里得空间{\displaystyle \mathbb {R} ^{n}}中，也可以定义类似的概周期向量函数。
按照定义，所有周期函数都是概周期函数。
值域在復平面上的概周期函数与三角多项式函数有密切关系。哈那德·玻尔首先注意到這類型的函數是在研究有限項狄利克雷級數的時候。當把黎曼ζ函数：ζ(s) 截出有限項后，得到的是一些形如
的項。其中的{\displaystyle \sigma +{\rm {{i}t=s}}}。如果只考慮復平面上的一條豎直的直線（也就是說固定s 的實數部份{\displaystyle \sigma }，而實數{\displaystyle t} 在正負無窮大之間變動），那麼實際上每一項變成：
如果只觀察有限個這樣的函數的和（以避免{\displaystyle \sigma <1} 時的解析开拓的問題），那麼由於對不同的n，{\displaystyle e^{(\log n)it}}是線性獨立的，這個和不再是一個週期函數。
在相關研究中，哈那德·玻尔開始注意形如：
的三角多项式函數。它是若干個週期互不相同的週期函數{\displaystyle e^{i\lambda _{k}t}\,}的和。於是概週期函數的另一個定義出現了：如果对每个{\displaystyle \epsilon >0}，都存在三角多项式函数：{\displaystyle T_{\epsilon }(x)}，使得对于任意的{\displaystyle x\in \mathbb {R} }，都有：
可以證明，這個定義與第一個定義是等價的。

## 例子
考虑若干三角多项式函数：
{\displaystyle f_{n}:\,x\longmapsto \sum _{k=1}^{n}\exp(i\lambda _{k}x)}
其中{\displaystyle \lambda _{k}} 是复数。每一个{\displaystyle f_{n}} 都是周期函数，因此有限个{\displaystyle f_{n}} 的和仍然是概周期函数。然而，对于某些和函数，比如说：
{\displaystyle f:\,x\longmapsto \exp(ix)+\exp(i\pi x)}
{\displaystyle f}不是周期函数，但仍然是概周期函数。

## 性质
- 如同周期函数一样，任何概周期函数都是有界的, 且一致连续。
- 如果{\displaystyle f} 是概周期函数，那么对于任意实数{\displaystyle a}，{\displaystyle f(x+a)}、{\displaystyle f(ax)}、{\displaystyle af(x)}、{\displaystyle |f(x)|} 也是概周期函数。
- 如果{\displaystyle f} 和{\displaystyle g} 都是概周期函数，那么{\displaystyle f+g}、{\displaystyle f-g} 和{\displaystyle f\cdot g} 都是概周期函数。
- 如果{\displaystyle f(x)} 是概周期函数，{\displaystyle H}是{\displaystyle f} 的值域到{\displaystyle \mathbb {R} }上的一致连续函数, 则{\displaystyle H(f(x))}也是概周期函数。
- 如果概周期函数的序列{\displaystyle (f_{n})_{n\in \mathbb {N} }}在实轴上一致收敛于函数{\displaystyle f(x)} ，则{\displaystyle f(x)} 也是概周期函数。
- 如果{\displaystyle f(x)} 是概周期函数, 则{\displaystyle f'(x)} 为概周期函数的充分必要条件是{\displaystyle f(x)} 的导函数{\displaystyle f'(x)} 一致连续。
- 如果{\displaystyle f(x)} 是概周期函数，{\displaystyle F(x)=\int _{a}^{x}f(t)dt}，则{\displaystyle F(x)} 为概周期函数的充要条件为{\displaystyle F(x)} 有界[3][1]。

## 参看
- 伪概周期函数
- 准周期函数
- 非周期函数
- 傅里叶级数
- 计算机音乐